# 正木靖

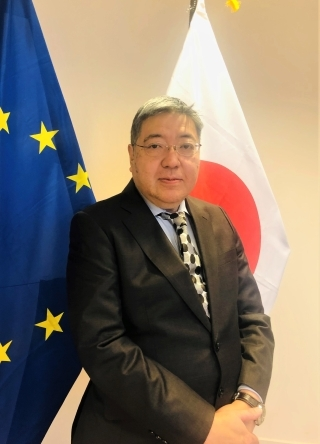

正木 靖（まさき やすし、1962年7月8日 - ）は、日本の外交官。外務省欧州局長、欧州連合日本政府代表部特命全権大使を経て、駐インドネシア特命全権大使。

## 経歴・人物
東京都出身。1984年、東京大学法学部中退、外務省入省。国際法局経済社会条約官、領事局在外公館課長、国際法局国際法課長、在フランス日本国大使館公使、外務省経済局参事官を経て、2014年大臣官房審議官（総括担当）。2017年から欧州局長を務め、ロシアとの北方領土での共同経済活動に向けた日露局長級会合などにあたった。2020年欧州連合日本政府代表部特命全権大使。2023年駐インドネシア特命全権大使。

## 同期
- 有吉勝秀（23年コスタリカ大使・20年エルサルバドル大使）
- 礒正人（22年クロアチア大使・18年デュッセルドルフ総領事）
- 伊藤康一（24年ギリシャ大使・20年ニュージーランド大使）
- 伊藤直樹（24年ベトナム大使・19年バングラデシュ大使・17年シカゴ総領事）
- 今村朗（23年セルビア大使・20年ジョージア大使・23年セルビア大使）
- 岩井文男（20年サウジアラビア大使・15年イラク大使）
- 大森茂（17年セネガル大使・15年法務省名古屋入国管理局長）
- 岡田隆（20年アフガニスタン大使）
- 岡庭健（24年アラブ首長国連邦大使・21年ケニア大使）
- 菊田豊（21年ネパール大使・18年ナイジェリア大使）
- 下川眞樹太（22年フランス、アンドラ大使・19年ベルギー大使・17年大臣官房長・16年国際文化交流審議官）
- 杉山明（24年ノルウェー大使・21年特命全権大使（国際テロ対策・組織犯罪対策協力担当）・18年スリランカ大使・17年儀典長・15年内閣審議官・13年山形県警察本部長）
- 鈴木哲（19年インド大使・17年総合外交政策局長・16年国際情報統括官）
- 竹若敬三（21年北極担当大使・19年ラオス大使）
- 千葉明（22年バチカン大使、19年ASEAN大使・16年ロサンゼルス総領事）
- 梨田和也（19年タイ大使・17年国際協力局長）
- 藤山美典（22年スイス兼リヒテンシュタイン大使）
- 藤原直（21年エディンバラ総領事）
- 森下敬一郎（21年エクアドル大使・17年コロンビア大使）
- 山上信吾（20年オーストラリア大使・18年経済局長・17年国際情報統括官）
- 山田洋一郎（22年モルドバ大使・20年立命館アジア太平洋大学アジア太平洋学部教授（出向）・17年シアトル総領事）
- 山野内勘二（22年カナダ大使・18年ニューヨーク総領事・16年経済局長）